# Gare de Takadanobaba
La gare de Takadanobaba (高田馬場駅, Takadanobaba-eki) est une gare ferroviaire de la ville de Tokyo au Japon. Elle est située dans l'arrondissement de Shinjuku, dans le quartier de Takadanobaba. Elle est desservie par les lignes des compagnies JR East, Seibu et Tokyo Metro.

## Situation ferroviaire
La gare de Takadanobaba est située au point kilométrique (PK) 13,3 km de la ligne Yamanote, au PK 2,0 de la ligne Seibu Shinjuku et au PK 3,9 de la ligne Tōzai.

## Histoire
La gare a été mise en service le 15 septembre 1910 sur la ligne Yamanote. La gare Seibu ouvre le 16 avril 1927 et la station de la ligne Tōzai le 23 décembre 1964.

## Service des voyageurs

### Accueil
La gare dispose d'un bâtiment voyageurs, avec guichet, ouvert tous les jours.

### Desserte

#### JR East
Ligne Yamanote :
- voie 1 : direction Ikebukuro et Ueno
- voie 2 : direction Shinjuku et Shibuya

#### Seibu
Ligne Seibu Shinjuku :
- voie 3 : direction Tokorozawa, Haijima et Hon-Kawagoe
- voies 4 et 5 : direction Seibu-Shinjuku

#### Tokyo Metro
Ligne Tōzai :
- voie 1 : direction Nishi-Funabashi (interconnexion avec la ligne Tōyō Rapid pour Tōyō-Katsutadai ou la ligne Chūō-Sōbu pour Tsudanuma)
- voie 2 : direction Nakano (interconnexion avec la ligne Chūō-Sōbu pour Mitaka)